# 트라샨카
트라샨카(벨라루스어: трасянка, be)는 벨라루스어와 러시아어 요소 및 구조가 임의로 결합된 혼합 언어의 비공식적인 용어이다. 트라샨카라는 단어의 부정적인 의미 때문에 언어학적 논쟁에서는 "벨라루스-러시아 혼합어"라는 용어를 사용해야 한다고 제안되었다.

## 어원
벨라루스어에서 이 단어는 일종의 품질이 낮은 먹이를 의미한다. 소유자가 건초 공급이 부족할 때 건초와 잘게 썬 짚(건초와 달리 짚은 영양가가 없음)을 철저히 흔들어 혼합물(흔들다: трасьці, traści)을 만드는 것이다. 이 단어가 두 번째 의미("품질이 낮은 혼합 언어")를 얻게 된 것은 비교적 최근인 1980년대 후반으로, 문학 신문 Literature and Art(Litaratura i mastactva)에 소련 통치 하의 벨라루스어 사용 발전에 대한 일련의 비판적 출판물이 게재되면서부터였다. 지아논 파즈냐크는 벨라루스-러시아 혼합 언어를 지칭하는 이 단어의 사용을 대중화한 인물로 종종 언급된다. 벨라루스-러시아 국경 지역에서는 trasianka라는 용어로 일반적으로 언급되는 현상을 대신 meshanka(혼합 [언어])라고 부른다고 보고되었다(이 정보는 2004년에 고르키와 드리빈 지역에서 수행된 학제간 연구를 기반으로 한다).

## 역사

### 소련 이전 및 초기 소련 시대의 혼합어
현재 벨라루스 지역에서 언어 혼합은 비교적 오랜 역사를 가지고 있다. 이는 벨라루스(그리고 마찬가지로 우크라이나) 영토가 오랫동안 지역 방언이 밀접하게 관련된 사회 지배적 언어(폴란드어, 러시아어)와 접촉하는 국경 지대였기 때문이다. 이러한 벨라루스어와 러시아어의 오래된 혼합 형태를 "트라샨카"로 지칭해야 하는지는 논쟁의 여지가 있는데, 당시에는 언어의 세대간 전승이 없었기 때문이다. 이러한 혼합의 문학적 예시는 19세기 빈첸트 두닌-마르친키에비치의 희곡 "핀스크의 귀족"(1984년 판 참조)에서 찾아볼 수 있다. 이는 예술 작품이지 일상 언어의 기록은 아니지만, 당시 (특정 상황에서 특정 유형의 사람들과의) 실제 언어 사용을 반영한다고 추정할 수 있다. 벨라루스-러시아 혼합어에 대한 최초의 학술적, 언론적 논쟁은 1920년대에 일어났다.

### 제2차 세계대전 이후
1980년대부터 "트라샨카"라고 불리는 현상은 제2차 세계대전 이후 소련 벨라루스에서, 그리고 벨라루스 동부 지역에서는 부분적으로 이미 제2차 세계대전 이전에 일어난 근본적인 사회인구학적 변화에서 기원한다. 소련 벨라루스의 산업화는 농촌에서 도시로의 대규모 노동 이주를 이끌었다. 1959년에는 인구의 31%가 도시에 거주했지만, 1990년에는 도시 거주 비율이 이미 66%에 달했다. 동시에 소련의 다른 지역에서 온 러시아계 민족들이 소련 벨라루스로 이주하여 많은 경우 벨라루스 공산당, 행정부 및 국영 기업에서 지도적 역할을 맡았다. 결과적으로 이전 벨라루스 농민들, 즉 새로운 도시 거주자들의 언어 사용은 (대부분 방언적) 벨라루스어에서 표준 러시아어로 적응해야 했지만, 화자들은 목표에 거의 도달하지 못했다. 이러한 언어적 적응을 위한 노력의 결과로 현대적 형태의 소위 트라샨카가 출현했으며, 더욱이 이 언어 화자들의 자녀들은 벨라루스어-러시아어 혼합 변종을 사용하며 성장했다.

## 언어적 지위
"트라샨카"라는 단어의 부정적인 의미 때문에 언어학적 논쟁에서는 이 단어를 버리고 "벨라루스-러시아 혼합어"라는 용어를 대신 사용해야 한다고 제안되었다.
벨라루스-러시아 혼합어에 대한 과학적 논의는 1990년대 전반기에 시작되었다. 영향력 있는 벨라루스 학자들은 벨라루스-러시아 혼합어의 자발적이고, 개별적이며, "단편적"이거나 심지어 "혼란스러운" 특성을 지적했다. 이러한 '초기' 논의는 주로 혼합어의 텍스트 자료 부족으로 비공식적인 관찰에 기반을 두었다. 이 현상에 대한 최초의 경험적 사례 연구는 2000년대 초 수도 민스크에서 이루어졌다.
2008년부터 2013년까지 올덴부르크 대학교의 언어학자 및 사회과학자(민스크의 벨라루스 국립 대학교 파트너와 협력)가 수행한 연구 프로젝트는 혼합어의 구어 텍스트 두 본문을 만들었다. 언급된 연구 프로젝트의 언어학적 결과는 벨라루스-러시아 혼합어를 벨라루스 전역에 걸쳐 상대적으로 안정적이고 균질한 융합 방언으로 분류할 수 없다는 이전의 견해를 입증했다. 반면에, 언어 구조의 모든 수준에서 혼합어가 "제공" 언어(벨라루스어와 러시아어) 중 하나 또는 둘 다와 공유하거나, 또는 두 제공 언어와 다른 몇 가지 전국적으로 상대적으로 안정적인 패턴이 관찰될 수 있었다. 어휘뿐만 아니라 형태통사론에서도 러시아어 요소와 특징이 명확하게 지배적이다. 굴절 형태론은 분명히 혼합되어 있으며, 심지어 발음도 러시아어의 영향을 받는다. 전반적으로 현재 단계의 벨라루스-러시아 혼합어는 지역 사회 방언의 복합체로 분류된다.

## 혼합어 사용의 사회학
벨라루스 혼합어 사용에 대한 위에서 언급된 연구 프로젝트의 사회학 및 사회언어학적 구성 요소는 무엇보다도 다음과 같은 결과를 보여주었다: 약 1200명의 응답자에게 '모국어'를 물었을 때, 약 38%가 벨라루스-러시아 혼합어를, 49%가 벨라루스어를, 30%가 러시아어를 지목했다(복수 응답 허용). '제1언어'로는 약 50%가 혼합어를, 42%가 러시아어를, 18%가 벨라루스어를 선언했다(다시 복수 응답 허용). 마지막으로, '주로 사용하는 언어'로는 약 55%가 러시아어를, 41%가 혼합어를, 4%가 벨라루스어를 지목했다.
이 연구 프로젝트의 결과는 벨라루스-러시아 혼합어 사용이 낮은 교육 수준과 러시아어 또는 벨라루스어 표준어 숙련도 부족의 지표라는 대중적 의견과 모순된다. 혼합어는 모든 교육 수준과 연령대의 벨라루스인들 사이에 널리 퍼져 있으며, 대부분의 경우 러시아어인 표준어와 함께 사용된다. 개인이 '자신의' 혼합어 사용을 러시아어 또는 벨라루스어에 얼마나 근접시키는지는 대화 상대, 대화 장소, 주제 등과 같은 요인에 따라 달라진다. 젊은 벨라루스인들 사이에서는 혼합어 사용의 상대적 비중이 러시아어에 유리하게 감소한다.

## 음운론
틀:IPA notice
벨라루스-러시아 혼합어의 음운론은 벨라루스어에 더 가깝다. 러시아어 화자의 관점에서 볼 때, 다음과 같은 구별이 두드러진다.
- 구개 파찰음 자음 [dz̪ʲ], [ts̪ʲ]의 존재. [dʲ], [tʲ] 대신 사용된다. 즉, [ˈdʲenʲ] день 대신 [ˈdz̪ʲenʲ] дзень "날", [ˈtʲixʲɪj] тихий 대신 [ˈts̪ʲixʲɪ] цихий "조용한"[15]
- [j] 앞의 자음 구개음화 없음. 즉, [ˈpʲjʉt] пьют 대신 [ˈpjut] пъют "(그들은) 마신다"[15]
- 자음의 동화적 구개음화. 즉, [ˈdvʲerʲɪ] двери 대신 [ˈdz̪ʲvʲerɨ] дзвери "문"[15]
- 유기음 [sʲ]. 즉, [ˈsʲʰvʲatə] (сьвята "휴일"), [ˈʂɛsʲʰts̪ʲ] (шесьть "여섯")[15]
- 러시아어의 [t͡ɕ] 대신 벨라루스어의 [ʈ͡ʂ]과 같은 "경음" 휘파람 마찰음,[16] 즉, [ˈt͡ɕaʂkə] 대신 [ˈʈ͡ʂaʂkə] чашка "컵"[15]
- [rʲ] 대신 "경음" [r],[16] 즉, [ˈtrʲapkə] тряпка 대신 [ˈtrapkə] трапка "걸레"[15]
- 어미에 러시아어 규범 [l] 대신 어원적 (в) 및 (л) 자리에 무음절 양순 [ʊ] 존재,[16] 즉, [ˈpravdə] правда 대신 [ˈpraʊdə] праўда "진실", [ˈvolk] волк 대신 [ˈvoʊk] воўк "늑대", [pʲɪˈsal] писал 대신 [pʲɪˈsaʊ] писаў "(그는) 썼다"[15]

## 어휘
벨라루스-러시아 혼합어는 대부분 벨라루스 음운론과 형태론에 따라 형태가 바뀐 벨라루스어 유사어를 가진 러시아어 단어를 포함한다. 자주 사용되는 러시아어 단어의 몇 가지 예시(벨라루스어 및 영어 번역이 괄호 안에 제공됨):
- 명사: рабёнак (дзiця "아이"), цвяточак (кветачка "꽃"), дзеньгі (грошы "돈")
- 동사: работаць (працаваць "일하다"), дзелаць (рабiць "하다"), ждаць (чакаць "기다리다")
- 형용사: прошлы (мiнулы "과거의"), следушчы (наступны "다음의"), красівы (прыгожы "아름다운"), плахі (дрэнны "나쁜")

많은 단어는 러시아어 어간을 가지고 있지만, 다른 형태소는 벨라루스어에서 온다.
어휘의 일부는 순전히 벨라루스어에서 온다(필요한 경우 러시아어 및 영어 번역이 괄호 안에 제공됨).
- 가족 호칭: 마ці (마마 "어머니"), 바цька (파파 "아버지"), 다치카 (도치카 "딸"); 일부 단어는 두 언어에서 동일하게 들린다: 슨 ("아들"), 브라트 ("형제"), 바브카/바불리아 ("할머니"); 또는 규칙적인 음운 대치로 다르다: 샤스트라 ("자매"), 자쯔 ("사위"), 냐베스트카 ("며느리"), 제드 ("할아버지"), 우누크 ("손자"), 냐베스타 ("신부"), 자니흐 ("신랑").
- 일부 과일 및 채소 이름: 불바 (카르토펠, "감자"), 부라크 (스비오클라, "비트"), 차보르 (차브레츠, "백리향")
- 단어 하타 (돔, "집")

전문 용어 및 도시 어휘는 거의 전적으로 러시아어에서 차용된다.

## 형태론
굴절은 대부분 벨라루스어의 규범을 따른다. 러시아어와 벨라루스어는 특히 격 굴절에 있어 다른 규범을 가지고 있다. 예를 들어, 러시아어에서 -а로 끝나는 남성 명사의 도구격은 -ей, -ой로 굴절되는 반면, 벨라루스어에서는 어미가 -ам이 되는데, 이는 벨라루스-러시아 혼합어에 나타나는 규범이다: гаварыла з Мишам, з Вовам ("미샤와 대화했다, 보바와 대화했다").
3인칭 단수 동사는 마지막 -т이 생략되는데, 러시아어에서 온 동사도 포함된다: атвячае ("(그녀는) 답한다"), знае ("(그녀는) 안다"), таргуе ("(그녀는) 판다"). 때로는 -ць로 대체되기도 한다: атвячаець, знаець, таргуець. 러시아어 동사의 부정형에서는 마지막 -ть가 -ць로 대체된다: весіць ("무게를 재다"), знаць ("알다").
접미사 -ся는 러시아어 규범이 -сь를 요구할 때도 더 자주 사용된다: началася ("(그녀가) 시작했다"), баялася ("(그녀가) 두려워했다"), прышлося ("해야 했다"), спуталася ("얽혔다"), учыліся ("(그들은) 공부했다").

## 같이 보기
- 벨라루스의 러시아화
- 수르지크어, 우크라이나의 유사한 현상, 우크라이나어–러시아어 혼합어
- 서폴레시아어
- 러시아노르웨이어
- 벨라루스의 언어
- 루카시즘

## 더 읽어보기
- 빈첸트 두닌-마르친키에비치 (1984): Tvory. Ed. by Ia. Ianushkevich. Minsk: Mastatskaia litaratura.
- HENTSCHEL, Gerd (2013): Belorusskij, russkij i belorussko-russkaja smeshannaja rech‘."Voprosy jazykoznanija", No. 1, pp.  53–76.
- HENTSCHEL, Gerd (2014): Belarusian and Russian in the Mixed Speech of Belarus. In: Besters-Dilger, J., et al. (eds.): Congruence in Contact-Induced Language Change. Berlin/Boston: de Gruyter, pp. 93–121.
- HENTSCHEL, Gerd, and KITTEL, BERNHARD (2011): Weißrussische Dreisprachigkeit? Zur sprachlichen Situation in Weißrussland auf der Basis von Urteilen von Weißrussen über die Verbreitung "ihrer Sprachen" im Lande. "Wiener Slawistischer Almanach", No. 67, pp.  107–135.
- HENTSCHEL, Gerd, and ZELLER, JAN PATRICK (2012): Gemischte Rede, gemischter Diskurs, Sprechertypen: Weißrussisch, Russisch und gemischte Rede in der Kommunikation weißrussischer Familien.  "Wiener Slawistischer Almanach", No. 70, pp.  127–155
- KALITA I. V. (2010) Современная Беларусь: языки и национальная идентичность. Ústí nad Labem, ISBN 978-80-7414-324-3, 2010, 300 s. s. 112-190.
- KITTEL, Bernhard et al. (2010): Mixed Language Usage in Belarus. The Sociostructural Background of Language Choice. "International Journal of the Sociology of Language", No. 206, pp.  47–71.
- LISKOVETS, Irina V. (2002): Trasianka: proiskhozhdeniie, sushchnost', funkcionirovaniie. Antropologiia, fol'kloristika, lingvistika, 2, pp. 329–343.
- LISKOVETS, Irina V. (2003): Project Novyie iazyki novykh gosudarstv: iavleniia na styke blizkorodstvennykh iazykov na postsovetskom prostranstve. (The part on Belarus.) European University in Sankt-Peterburg.
- MECHKOVSKAIA, Nina B. (1994): Iazykovaia situaciia v Belarusi: Eticheskiie kollizii dvuiazychiia. Russian Linguistics, 18, pp. 299–322.
- MECHKOVSKAIA, Nina B. (2002): Iazyk v roli ideologii: nacional'no-simvolicheskiie funkcii iazyka v belorusskoi iazykovoi situacii. In: Gutschmidt, K., et al. (eds.): Möglichkeiten und Grenzen der Standardisierung slavischer Schriftsprachen in der Gegenwart. Dresden: Thelem, pp. 123–141.
- MECHKOVSKAIA, Nina B. (2006): Belorusskaia trasianka i ukrainskii surzhik: surrogaty etnicheskogo substandarta v ikh otnosheniiakh k massovoi kul'ture i literaturnym iazykam. In Problemy zistavnoi semantyky, vyp. 7. Kiev: Kyivs'kyi nacional'nyi linhvistychnyi universytet.
- MIACHKOUSKAIA, Nina B. (2007): Трасянка ў кантынууме беларуска-рускіх ідыялектаў: хто і калі размаўляе на трасянцы? [Trasianka in the continuum of Belarusian-Russian ideolects: who speaks trasianka and when]. Веснік БДУ, серыя 4 (1).
- 지아논 파즈냐크 (1988): Dvuiazychiie i biurokratizm. Raduga, No. 4, pp. 36–50.
- SENDER, Natallia: Spracheinstellung zur weißrussisch - russischen Mischsprache Trasjanka in Belarus, Frankfurt/Oder, Univ., Masterarbeit.
- TSYKHUN, Henadz A. (2000): Krealizavany pradukt (trasianka iak ab'iekt linhvistychnaha dasledavannia). ARCHE - Paczatak, 6.
- WOOLHISER, Curt (2001): Language ideology and language conflict in post-Soviet Belarus. In O'Reilly, C. C. (ed.): Language, Ethnicity and the State, vol. 2. Palgrave, pp. 91–122.